# Thuranthos
Thuranthos é um género botânico pertencente à família Asparagaceae.